# زرزیر
زرزیر (به لاتین: Zarzir) یک منطقهٔ مسکونی در اسرائیل است که در شمال واقع شده‌است.